# Гране, Педро
Педро Гране (порт.-браз. Pedro Grané; 10 ноября 1897, Сан-Паулу — 1985, Сан-Паулу) — бразильский футболист, защитник.

## Карьера
Педро Гране начал карьеру в клубе «Ипиранга» в 1917 году. Там он выступал 5 лет, а затем перешёл в «Коринтианс». Там он создал знаменитое трио обороны вместе с Дел Деббио и голкипером Туффи Неуженом. Их даже прозвали «Волшебная Троица» (A Divina Trindade). Вместе с клубом Гране выиграл четыре чемпионата штата Сан-Паулу. В составе «Коринтианса» Педро сыграл 179 матчей и забил 50 голов.
В составе сборной Бразилии Гране дебютировал 22 октября 1922 года в матче на Кубок Рока против сборной Аргентины в которой бразильцы завоевали этот трофей. 11 ноября 1925 года Гране сыграл в матче за «Коринтианс» сыграл против сборной страны; встреча завершилась вничью 1:1. 6 января 1929 года Гране сыграл свой лучший матч за сборную: Бразилия победила 5:3 аргентинский клуб «Спортиво Барракас», а два гола в составе бразильцев забил сам Педро.
Гране имел прозвище 420, означающее наибольший калибр оружия в то время. По легенде однажды он своим ударом сломал оба запястья вратарю соперника Жагуаре (в некоторых источниках Жакаре) в игре сборных штатов Рио и Сан-Паулу.

## Международная статистика
| Матчи Педро Гране за сборную Бразилии | Матчи Педро Гране за сборную Бразилии | Матчи Педро Гране за сборную Бразилии | Матчи Педро Гране за сборную Бразилии | Матчи Педро Гране за сборную Бразилии | Матчи Педро Гране за сборную Бразилии | Матчи Педро Гране за сборную Бразилии |
| ------------------------------------- | ------------------------------------- | ------------------------------------- | ------------------------------------- | ------------------------------------- | ------------------------------------- | ------------------------------------- |
| №                                     | Дата                                  | Место проведения                      | Оппонент                              | Счёт                                  | Голы                                  | Турнир                                |
| 1                                     | 22 октября 1922                       | Сан-Паулу                             | Аргентина                             | 2:1                                   | -                                     | Кубок Рока                            |
| 2                                     | 24 июня 1928                          | Рио-де-Жанейро                        | Мотеруэлл                             | 5:0                                   | -                                     | Товарищеский матч                     |
| 3                                     | 6 января 1929                         | Рио-де-Жанейро                        | Спортиво Барракас                     | 5:3                                   | 2                                     | Товарищеский матч                     |
| 4                                     | 24 февраля 1929                       | Рио-де-Жанейро                        | Рампла Хуниорс                        | 4:2                                   | -                                     | Товарищеский матч                     |
| 5                                     | 10 июля 1929                          | Рио-де-Жанейро                        | Ференцварош                           | 2:0                                   | -                                     | Товарищеский матч                     |
| 6                                     | 1 августа 1930                        | Рио-де-Жанейро                        | Франция                               | 3:2                                   | -                                     | Товарищеский матч                     |

## Достижения
- Чемпион штата Сан-Паулу: 1924, 1928 (АПЕА), 1929 (АПЕА), 1930
- Обладатель Кубка Рока: 1922